# República del Congo en los Juegos Paralímpicos de París 2024
La República del Congo estuvo representada en los Juegos Paralímpicos de París 2024 por dos deportistas, un hombre y una mujer. El equipo paralímpico congoleño no obtuvo ninguna medalla en estos Juegos.